# Ferdinando Delor
Ferdinando Delor de Ferrabouc, noto anche con lo pseudonimo di Max (Agen, 1838 – Vigevano, 20 gennaio 1913), è stato un giornalista e scrittore italiano specializzato in cinegetica.

## Biografia
Nel 1882 entrò nella redazione de La caccia, fu poi direttore de Lo sport illustrato e fondò Caccia e tiri. Fu autore di numerosi libri di successo. Ha redatto il primo standard del bracco italiano, razza che ha salvato dall'estinzione. Fu tra i fondatori del Kennel Club Italiano (oggi Ente nazionale cinofilia italiana).